# Мухаммед Саїд аль-Аттар
Мухаммед Саїд аль-Аттар (араб. محمد سعيد العطار‎‎; 1927-2005) – єменський політик, тимчасовий прем'єр-міністр Ємену упродовж п'яти місяців 1994 року.